# Liste des UNESCO-Welterbes

Deutsche Version des Welterbe-Logos

Auf dieser Seite sind die Überblicksartikel über das UNESCO-Welterbe einzelner Staaten aufgelistet. Dort sind sowohl die aktuellen Welterbestätten aufgeführt als auch die aktuell oder ehemals auf der Tentativliste stehenden Welterbekandidaten.

## Hintergrund
Das UNESCO-Welterbe enthält Stätten, die von der UNESCO nach der Welterbekonvention von 1972 anerkannt wurden. Mit Stand August 2025 haben 196 Vertragsstaaten die Welterbekonvention ratifiziert, darunter 192 der 193 Mitgliedstaaten der Vereinten Nationen. Einzig Liechtenstein, das auch kein UNESCO-Mitglied ist, hat diesen Schritt bislang nicht unternommen. Dafür kommen Niue, die Cookinseln und die Palästinensischen Autonomiegebiete hinzu, die Mitglieder der UNESCO sind, aber nicht der Vereinten Nationen, sowie der Heilige Stuhl, der den Staat Vatikanstadt nach außen vertritt und sowohl bei der UNESCO als auch bei den Vereinten Nationen Beobachterstatus hat.
Das Welterbekomitee führt eine Welterbeliste, in der die anerkannten Welterbestätten aufgeführt sind. Die einzelnen Welterbestätten sind dort nach Staaten gruppiert, die einzelnen Staaten sind nach den UNESCO-Regionen gruppiert. Mit Stand August 2025 enthält die Liste 1248 Welterbestätten, die sich auf 170 der 194 Vertragsstaaten der Welterbekonvention verteilen, wobei 51 dieser Stätten grenzüberschreitend oder transnational, das heißt zwei oder mehr Staaten zugeordnet sind. 972 Stätten sind Weltkulturerbestätten, 235 Weltnaturerbestätten und 41 gemischte Stätten. Drei Stätten wurde bisher aus der Welterbeliste gestrichen.
Beim Welterbekomitee sind auch die Tentativlisten der einzelnen Staaten hinterlegt. In seiner Tentativliste listet jeder Staat seine möglichen Kandidaten für das UNESCO-Welterbe auf. Aus dieser Liste darf er pro Jahr maximal zwei Stätten für die Aufnahme in die Welterbeliste nominieren. Mit Stand August 2025 haben 189 der Vertragsstaaten eine Tentativliste eingereicht. Stand Juli 2021 befanden sich darauf 1720 Stätten aus 179 Ländern, die verbleibenden Tentativlisten waren zu diesem Zeitpunkt leer.

## Welterbe nach Staat
Im Folgenden sind die 194 Vertragsstaaten der Welterbekonvention mit Links zu den entsprechenden Überblicksartikeln über das Welterbe dieses Staates aufgeführt, gruppiert nach den von der Welterbekommission verwendeten UNESCO-Regionen (die teilweise von den namensgebenden Kontinenten abweichen). In einigen Vertragsstaaten gibt es noch keine Welterbestätte, sie haben jedoch bereits eine Tentativliste eingereicht. Weitere Staaten haben bisher nur die Welterbekonvention ratifiziert oder sind ihr beigetreten, sind also Vertragsstaaten der Welterbekonvention, haben aber noch keine Tentativliste eingereicht. Taiwan ist kein UNESCO-Mitglied, hat aber bereits eine Liste potentieller Welterbestätten aufgestellt.

### Afrika

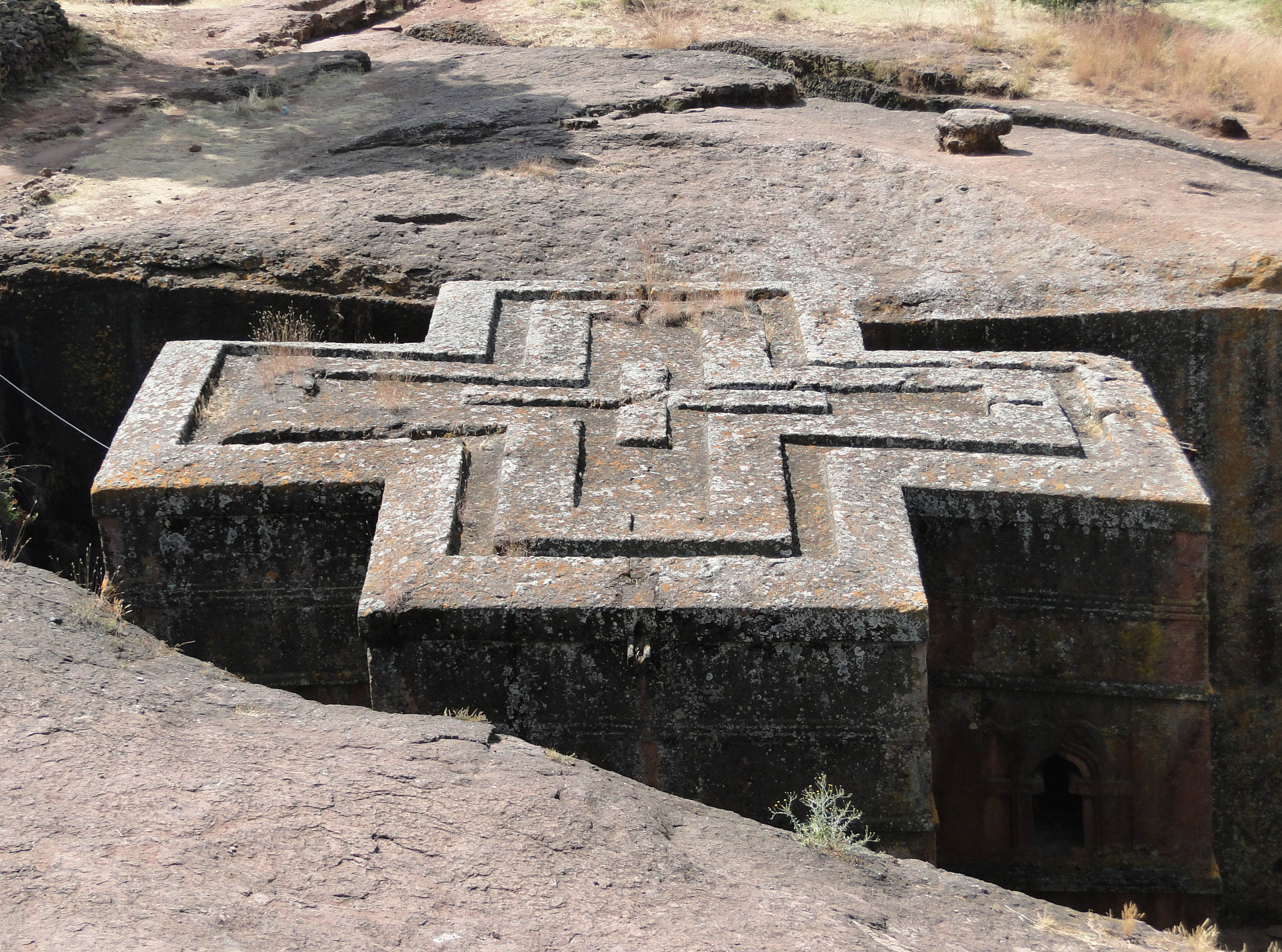
Felsenkirchen von Lalibela, Weltkulturerbe in Äthiopien

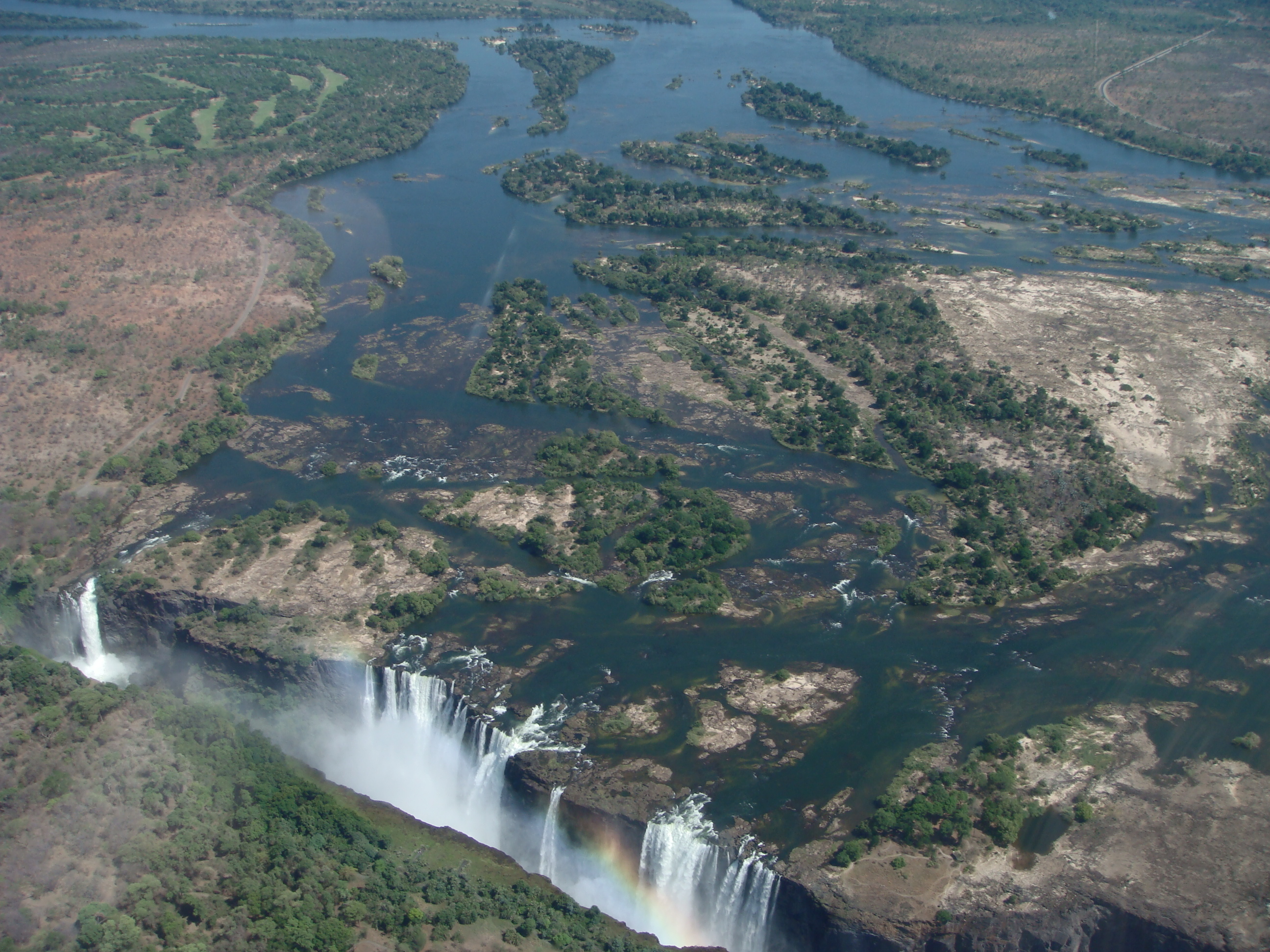
Victoriafälle, grenzüberschreitendes Weltnaturerbe in Sambia und Simbabwe

Vertragsstaaten mit Welterbestätten:
- Angola
- Äthiopien
- Benin
- Botswana
- Burkina Faso
- Elfenbeinküste
- Eritrea
- Gabun
- Gambia
- Ghana
- Guinea
- Guinea-Bissau
- Kap Verde
- Kamerun
- Kenia
- Kongo (Demokr. Republik)
- Kongo (Republik)
- Lesotho
- Madagaskar
- Malawi
- Mali
- Mauritius
- Mosambik
- Namibia
- Niger
- Nigeria
- Ruanda
- Sambia
- Senegal
- Sierra Leone
- Simbabwe
- Seychellen
- Südafrika
- Togo
- Tansania
- Tschad
- Uganda
- Zentralafrikanische Republik

Vertragsstaaten nur mit Tentativliste:
- Burundi
- Dschibuti
- Komoren
- Liberia
- São Tomé und Príncipe
- Somalia
- Südsudan
- Eswatini

Vertragsstaaten ohne Welterbe und Tentativliste:
- Äquatorialguinea

### Arabische Staaten

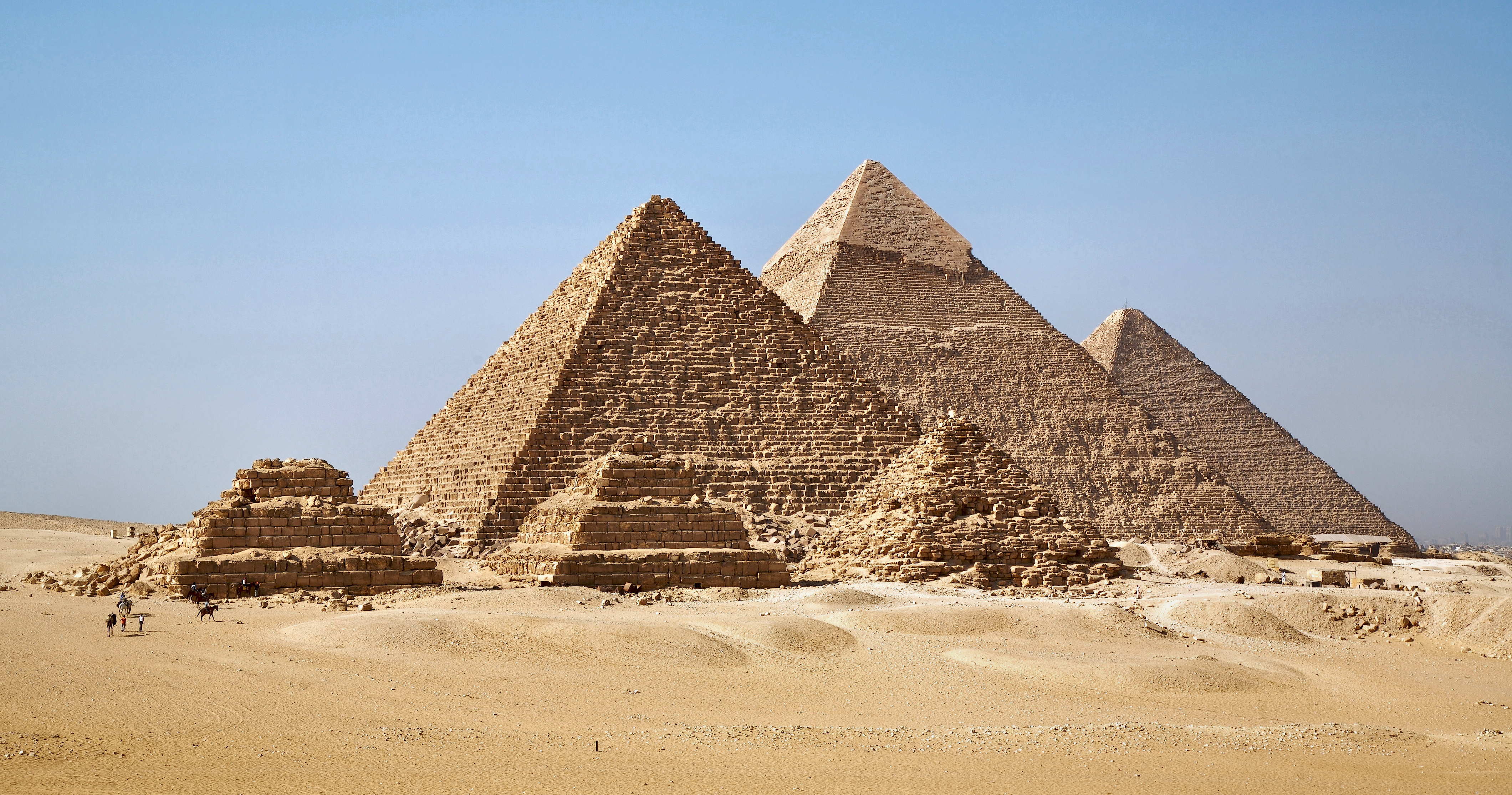
Pyramiden von Gizeh, Weltkulturerbe in Ägypten

Vertragsstaaten mit Welterbestätten:
- Ägypten
- Algerien
- Bahrain
- Irak
- Jemen
- Jordanien
- Katar
- Libanon
- Libyen
- Marokko
- Mauretanien
- Oman
- Palästina
- Saudi-Arabien
- Sudan
- Syrien
- Tunesien
- Vereinigte Arabische Emirate

Vertragsstaaten nur mit Tentativliste:
- Kuwait

### Asien und Pazifik

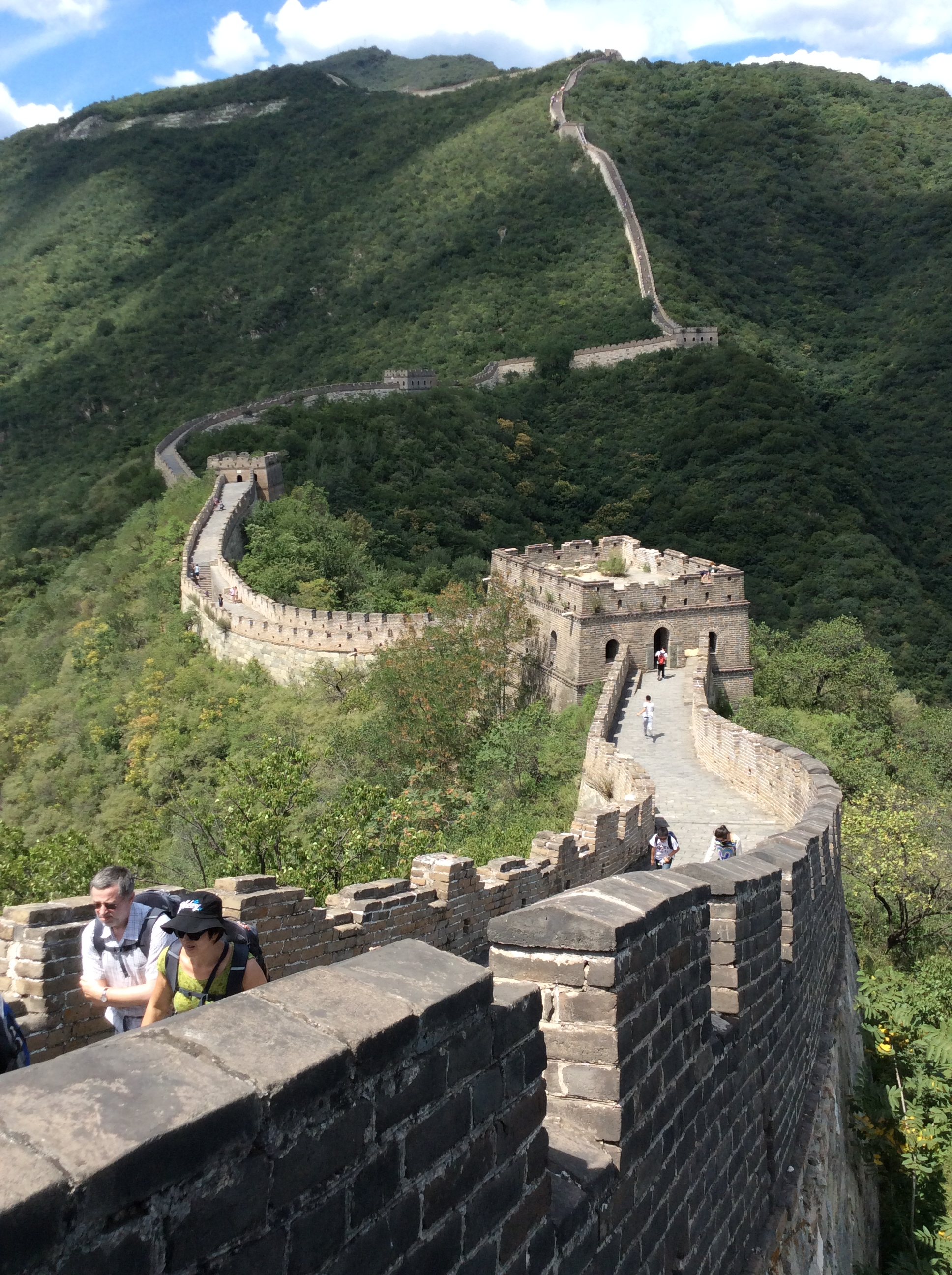
Chinesische Mauer, Weltkulturerbe in der Volksrepublik China

Vertragsstaaten mit Welterbestätten:
- Afghanistan
- Australien
- Bangladesch
- China
- Fidschi
- Indien
- Indonesien
- Iran
- Israel
- Japan
- Kambodscha
- Kasachstan
- Kirgisistan
- Kiribati
- Laos
- Malaysia
- Marshallinseln
- Mikronesien
- Mongolei
- Myanmar
- Nepal
- Neuseeland
- Nordkorea
- Pakistan
- Palau
- Papua-Neuguinea
- Philippinen
- Salomonen
- Singapur
- Sri Lanka
- Südkorea
- Tadschikistan
- Thailand
- Turkmenistan
- Usbekistan
- Vanuatu
- Vietnam

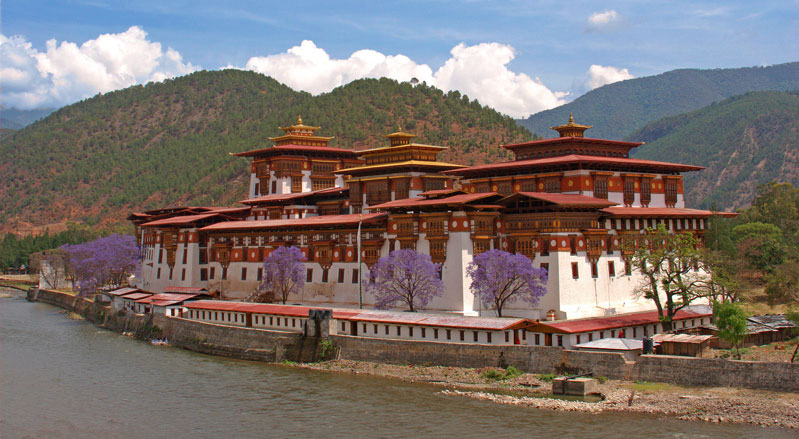
Punakha-Dzong, Welterbekandidat auf der Tentativliste von Bhutan

Vertragsstaaten nur mit Tentativliste:
- Bhutan
- Malediven
- Samoa
- Tonga
- Tuvalu

Vertragsstaaten ohne Welterbe und Tentativliste:
- Brunei
- Cookinseln
- Niue
- Osttimor

Nicht-Vertragsstaat mit Kandidaten:
- Taiwan

### Europa und Nordamerika

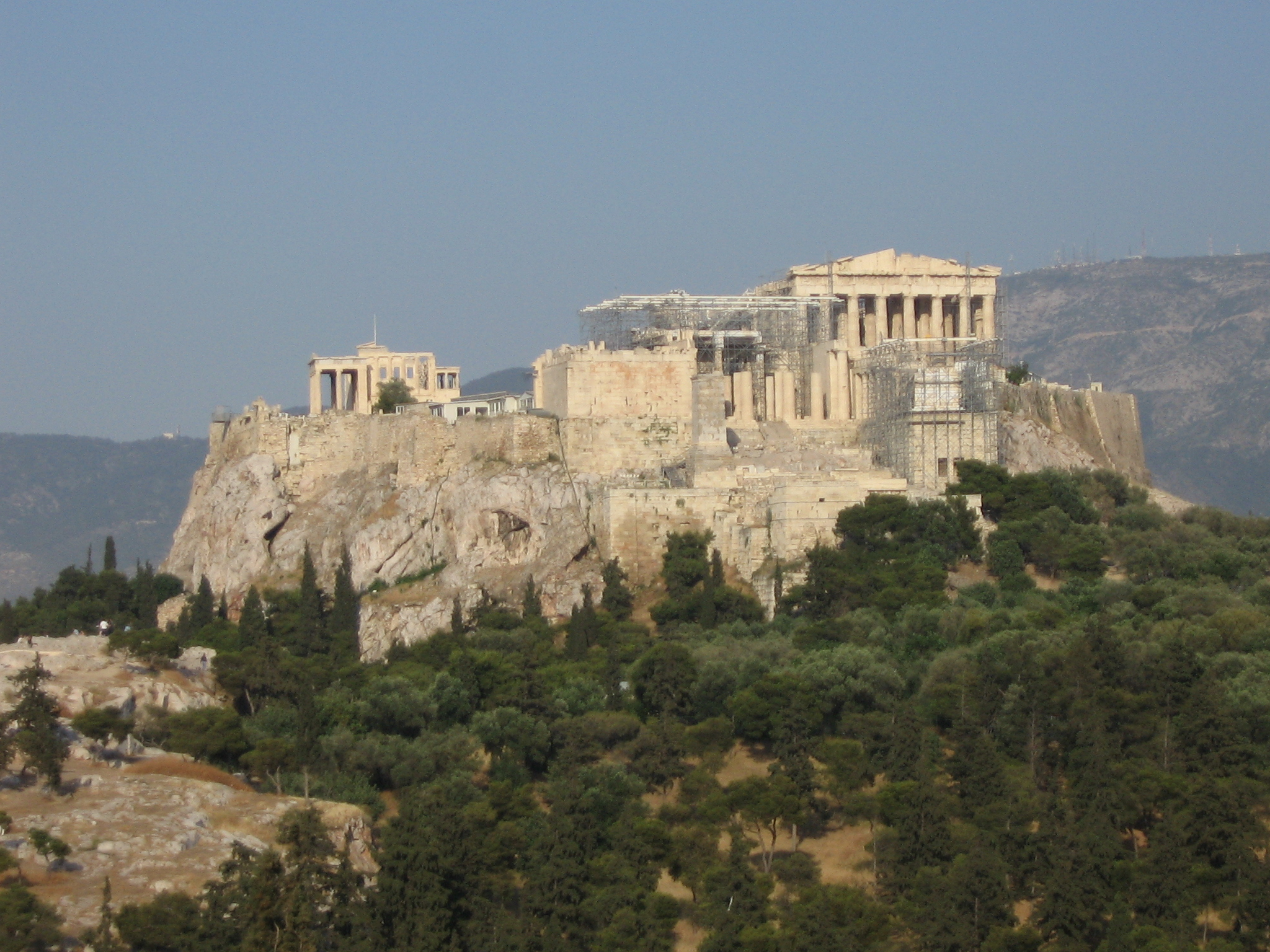
Akropolis von Athen, Weltkulturerbe in Griechenland

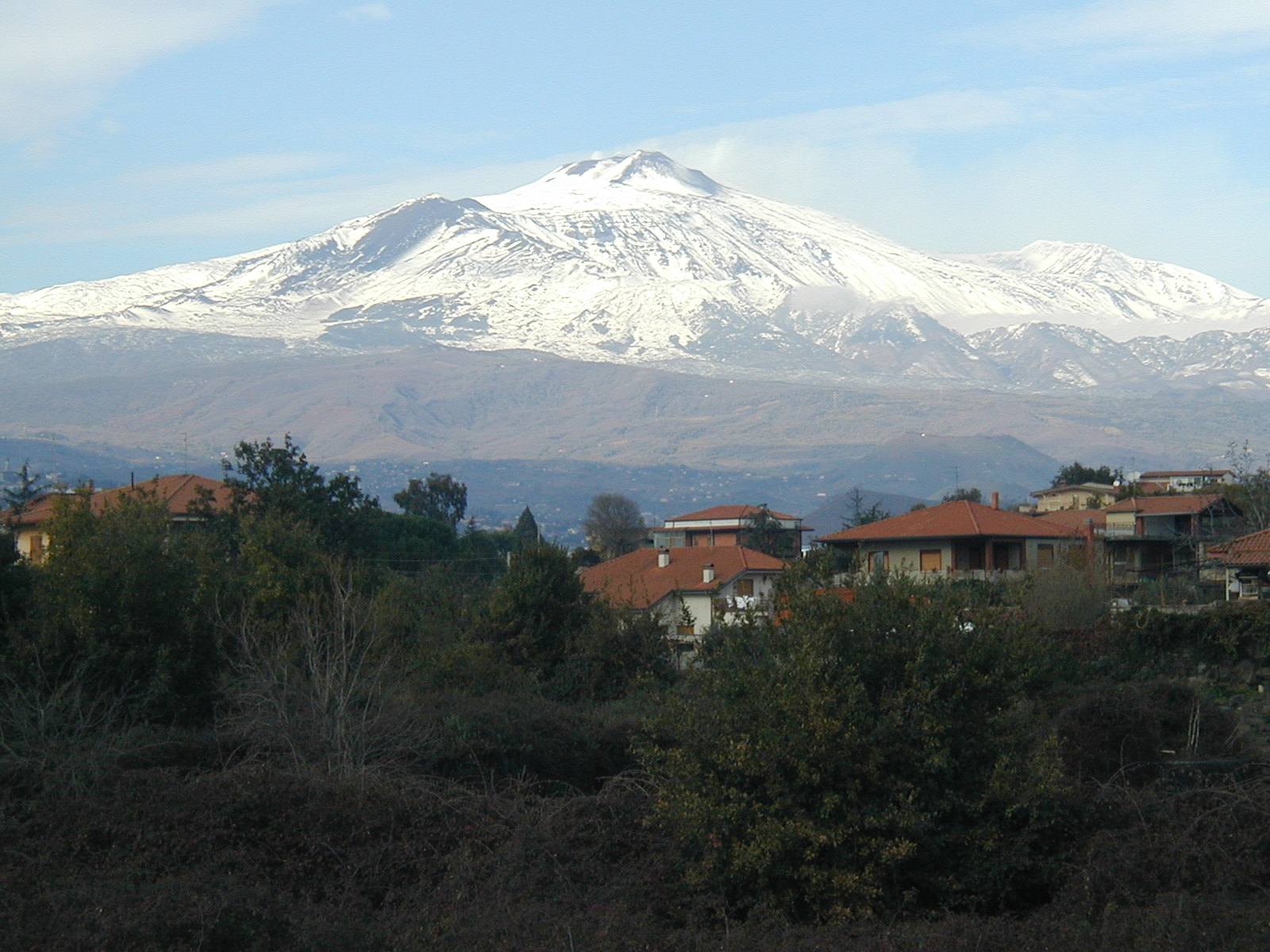
Ätna, Weltnaturerbe in Italien

Vertragsstaaten mit Welterbestätten:
- Albanien
- Andorra
- Armenien
- Aserbaidschan
- Belarus
- Belgien
- Bosnien und Herzegowina
- Bulgarien
- Dänemark
- Deutschland
- Estland
- Finnland
- Frankreich
- Georgien
- Griechenland
- Heiliger Stuhl
- Irland
- Island
- Italien
- Kanada
- Kroatien
- Lettland
- Litauen
- Luxemburg
- Malta
- Moldau
- Montenegro
- Niederlande
- Nordmazedonien
- Norwegen
- Österreich
- Polen
- Portugal
- Rumänien
- Russland
- San Marino
- Schweden
- Schweiz
- Serbien
- Slowakei
- Slowenien
- Spanien
- Tschechien
- Türkei
- Ukraine
- Ungarn
- Vereinigte Staaten
- Vereinigtes Königreich
- Zypern

Vertragsstaaten nur mit Tentativliste:
- Monaco

### Lateinamerika und Karibik

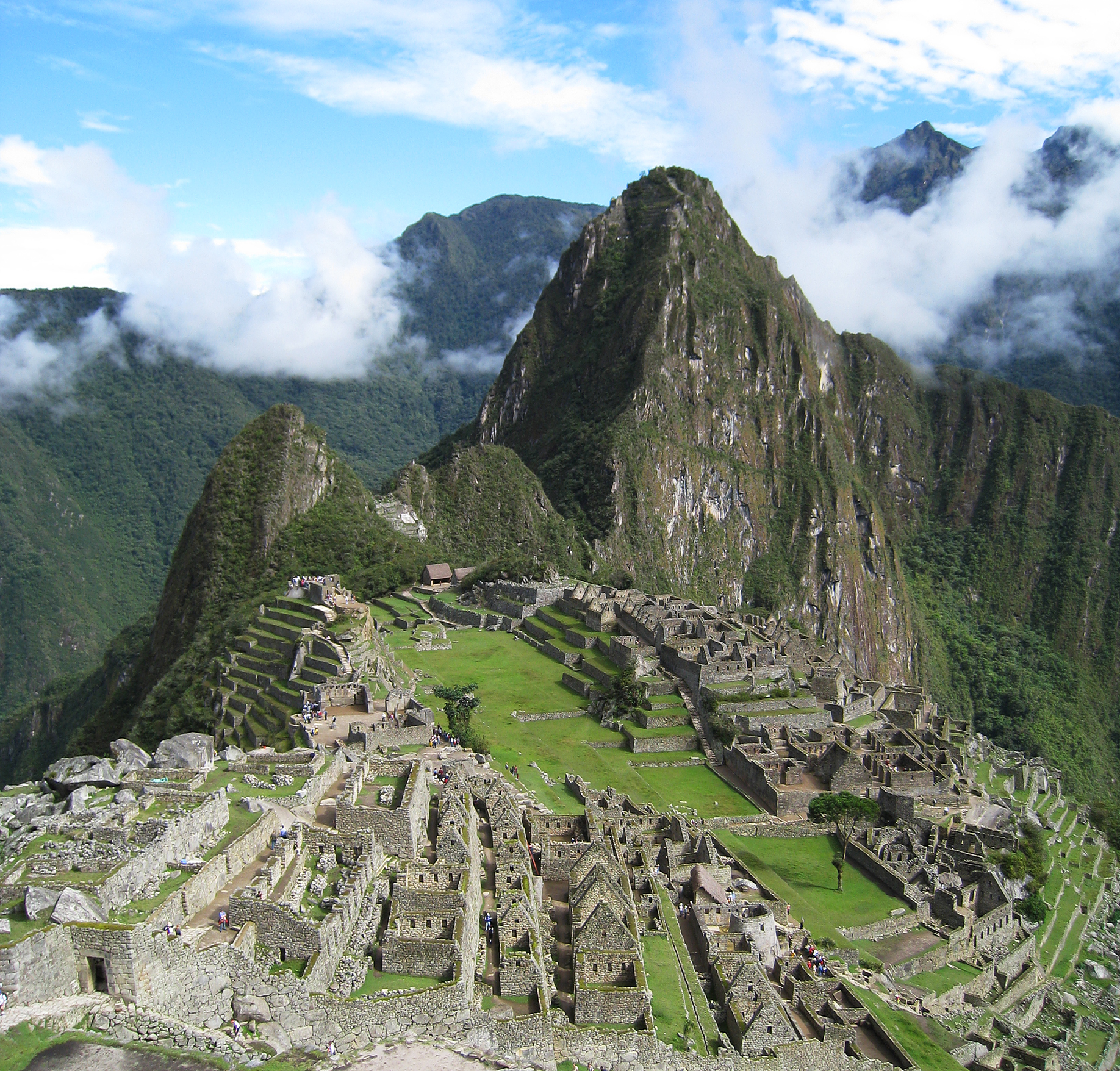
Machu Picchu, gemischtes Weltkultur- und -naturerbe in Peru

Vertragsstaaten mit Welterbestätten:
- Antigua und Barbuda
- Argentinien
- Barbados
- Belize
- Bolivien
- Brasilien
- Chile
- Costa Rica
- Dominica
- Dominikanische Republik
- Ecuador
- El Salvador
- Guatemala
- Haiti
- Honduras
- Jamaika
- Kolumbien
- Kuba
- Mexiko
- Nicaragua
- Panama
- Paraguay
- Peru
- St. Kitts und Nevis
- St. Lucia
- Suriname
- Uruguay
- Venezuela

Vertragsstaaten nur mit Tentativliste:
- Bahamas
- Grenada
- Guyana
- St. Vincent und die Grenadinen
- Trinidad und Tobago

## Welterbe nach Kontinent

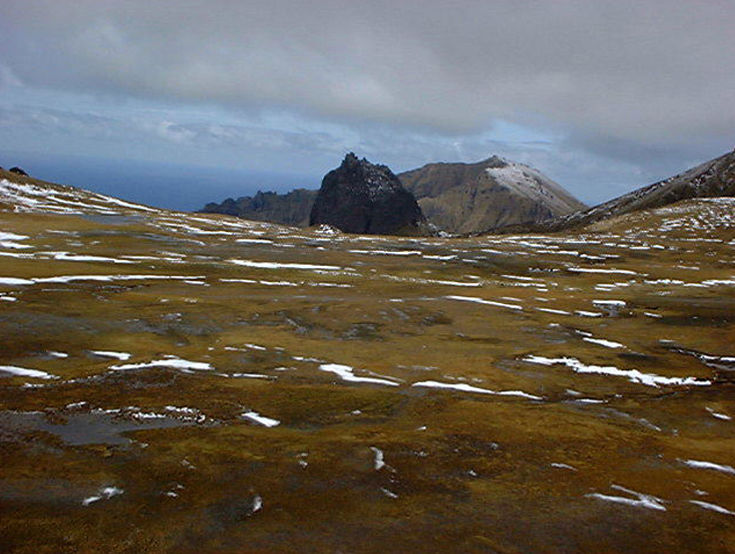
Gough Island, Weltnaturerbe ohne Kontinentalbezug

Neben der Aufteilung nach Vertragsstaaten, also nach politischer Raumgliederung, gibt es in Wikipedia auch nach Kontinent (also natürlicher Raumgliederung) unterteilte Listen der Welterbestätten:
Afrika - 
Amerika - 
Asien - 
Australien und Ozeanien - 
Europa - 
ohne Kontinentalbezug